# Arise
Arise – czwarty studyjny album długogrający brazylijskiej grupy metalowej Sepultura, wydany przez Roadrunner Records 20 marca 1991.

## Lista utworów
Opracowano na podstawie materiału źródłowego.
| Nr | Tytuł utworu                | Długość |
| -- | --------------------------- | ------- |
| 1. | „Arise”                     | 3:18    |
| 2. | „Dead Embryonic Cells”      | 4:52    |
| 3. | „Desperate Cry”             | 6:41    |
| 4. | „Murder”                    | 3:26    |
| 5. | „Subtraction”               | 4:47    |
| 6. | „Altered State”             | 6:34    |
| 7. | „Under Siege (Regnum Irae)” | 4:54    |
| 8. | „Meaningless Movements”     | 4:41    |
| 9. | „Infected Voice”            | 3:18    |
|    |                             | 42:31   |

## Twórcy
Opracowano na podstawie materiału źródłowego.
| Zespół Sepultura w składzie - Max Cavalera – śpiew, gitara rytmiczna - Andreas Kisser – gitara prowadząca, gitara basowa - Paulo Jr. – gitara basowa - Igor Cavalera – perkusja |  | Inni - Scott Burns – produkcja muzyczna, realizacja nagrań, inżynieria dźwięku, konsultacje gramatyczne - Michael Whelan - okładka albumu - Andy Wallace, Steve Sisco - miksowanie - Howie Weinberg - mastering - Fletcher McLean - konsultacje gramatyczne - Kent Smith - inżynieria dźwięku, efekty dźwiękowe |

## Opis
Materiał był nagrywany w 1990 przez około 1,5 miesiąca w studio Morrisound w Tampie na Florydzie. Producentem płyty był Scott Burns.
Autorami tekstów piosenek z płyty był Max Cavalera oraz Andreas Kisser. Słowa utworów dotyczyły m.in. korupcji i przemocy, miała także charakter przemyśleń. Pomimo dominującej na płycie stylistyki thrash i death metalowej, zawarto także elementy inne, np. muzyki industrialnej czy punkowej, a także samby batucady, która jest słyszalna we wstępie do piosenki „Altered State”
Jako single z płyty wybrano utwory „Arise” (1992), „Under Siege (Regnum Irae)” i „Dead Embryonic Cells”. Do piosenek „Dead Embryonic Cells”	i „Arise” zostały nakręcone teledyski, które wyreżyserował Bill Henderson. Do pierwszego z nich ujęcia filmowano w Montezuma Castle National Monument, a także w Los Angeles. Do drugiego klipu zdjęcia kręcono na pustyni Mojave w Dolinie Śmierci (gdzie rzekomo miała przebywać rodzina Charlesa Mansona), zaś w scenach filmu ukazane zostały m.in. postaci w maskach gazowych wiszące na krzyżach, a tym samym przypominające ukrzyżowanie Jezusa Chrystusa. Z uwagi na ukazanie tych motywów teledysk nie był emitowany w stacji MTV.
Przed występem grupy na drugiej edycji festiwalu Rock in Rio (23 stycznia 1991) wypuszczono edycję albumu na Brazylię, zatytułowane Arise-Rough Mixes Limited Edition for Rock in Rio (Estúdio Eldorado), będące miksem materiału dokonanym przez Scotta Burnsa (różniącego się od miksu wykonanego przez Andy’ego Wallace’a, a także opatrzone inną wersją okładki. Nagrany podczas sesji cover utworu „Orgasmatron” z płyty o tej samej nazwie grupy Motörhead, nie został umieszczony na płycie, lecz na singlu „Dead Embryonic Cells” oraz w edycji płyty przeznaczonej na rynek europejski. W 1997 nakładem Roadrunner ukazała się zremasterowana wersja albumu, zawierające nowe utwory: „Intro”, „C.I.U. (Criminals In Uniform)”, „Desperate Cry (Scott Burns Mix)”. Pierwotnie płyta została wydana na CD i na winylu. W 2007 ukazało się wznowienie płyty na płycie winylowej (180 g), a do materiału dołączono wtedy utwory dodatkowe: „Orgasmatron”, „Intro”, „C.I.U. (Criminals In Uniform)”, „Desperate Cry (Scott Burns Mix)”.

## Notowania
| Lista               | Kraj              | Pozycja | Status        |
| ------------------- | ----------------- | ------- | ------------- |
| Billboard 200       | Stany Zjednoczone | 119     |               |
| Sverigetopplistan   | Szwecja           | 46      |               |
| Schweizer Hitparade | Szwajcaria        | 24      |               |
| UK Albums Chart     | Wielka Brytania   | 40      | srebrna płyta |

Album dotarł do 119. miejsca listy Billboard 200 w Stanach Zjednoczonych. Płyta trafiła ponadto na listy przebojów w Szwecji, Szwajcarii oraz Wielkiej Brytanii. Łącznie sprzedał się w nakładzie ponad 1 miliona egzemplarzy. W Indonezji Arise uzyskał status złotej płyty.